# Tipula (Eumicrotipula) inca
Tipula (Eumicrotipula) inca is een tweevleugelige uit de familie langpootmuggen (Tipulidae). De soort komt voor in het Neotropisch gebied.